# 黒川高
黒川 高（くろかわ たか）は、株式会社ウィークデー代表取締役。以前は日本テレビ、情報・制作局バラエティセンター演出家。チーフディレクター。プロデューサー。バラエティを中心に様々な番組を企画立案し番組化。総合演出を手掛けてその後コンテンツ戦略局編成部。血液型はA型。
現在は『ナカイの窓』『スクール革命!』の企画・演出を行いながら、2020年4月からは9月まで『ヒルナンデス!』で初のプロデューサー業を担当した。
過去には『ネプ&イモトの世界番付』『笑神様は突然に…』『ジュウブンノサン』『世界!極限アーティストBEST30』、2017年から2020年3月まで『ダウンタウンのガキの使いやあらへんで!』なども企画・演出。

## 来歴
- 2001年、日本テレビ入社。制作局に配属。『伊東家の食卓』のADに。
- 2003年2月、特番『爆笑問題の○○がもし100人の村だったら』で初企画・演出。
- 2006年10月から、『YOUたち!』演出。
- 2008年2月、特番『ナイナイメモリー』でゴールデン初企画・演出。
- 2009年4月から、『スクール革命!』企画・演出。[2]
- 2010年3月、特番『イメ×ドキ』企画・演出。その後レギュラー化。
- 2011年2月、特番『ネプ&イモトの世界番付』を企画・演出。その後レギュラー化。
- 2012年10月から『ナカイの窓』企画・演出。[3]
- 2012年7月、特番『笑神様は突然に…』を演出。その後レギュラー化。[4]
- 2015年3月、特番『ジュウブンノサン』企画・演出。その後レギュラー化。
- 2017年4月から『ダウンタウンのガキの使いやあらへんで!』を演出。
- 2018年6月から情報・制作局に改称。
- 2022年6月1日付で制作現場を離れ、コンテンツ戦略局編成部に異動。
- 2025年6月1日付で現職。

## 人物
- お笑い好き
- 横浜DeNAベイスターズ好き
- アーセナルFC好き
- ラーメン二郎好き。ラーメン二郎は全国全店舗を制覇している。
- サバゲ好き

## 手がけた番組
=太字は現在担当中の番組

### 編成
- King & Princeる。

### 企画
- スクール革命!（以前は企画・演出→企画・プロデューサー）
- 笑神様は突然に…（以前は演出）

### プロデューサー
- エンタの神様
- ヒルナンデス!（火曜）
- 火曜サプライズ
- 幸せ!ボンビーガール
- 嗚呼!!みんなの動物園
- I LOVE みんなのどうぶつ園
- Z STUDIO ひまつぶ荘
- バカリと大悟の人類極限クイズ
- 1番持ち寄りバラエティ 我がMAX
- 日テレ系 春秋の特別授業SP
- 東野・岡村の旅猿 プライベートでごめんなさい…

### 演出
- 爆笑問題の○○がもし100人の村だったら
- YOUたち!
- ダウンタウンのガキの使いやあらへんで!

### 企画・演出
- カミングダウト
- ナイナイメモリー
- イメ×ドキ
- ネプ&イモトの世界番付
- ナカイの窓
- ジュウブンノサン
- 世界!極限アーティストBEST20
- キミモテロッジ〜家づくりで声優オーディション!?〜
- 中居正広の【悲報】館

### ディレクター
- プリティガレッジ
- ガガガガガレッジセール
- シャル・ウィ・ダンス?
- 未知の世界を撮りたい 驚き(秘)映像ハンター!ドリームビジョン

### AD
- 伊東家の食卓
- 遊ワク☆遊ビバ!

## 出演

### ラジオ
- シューカツの王（TOKYO FM、2015年12月11日）[5] ※radikoにて番組内容が聞けます

### イベント
- サマーインターシップ＆キャリア形成準備編・講演（ベルサール汐留、2013年5月30日）[6]
- 第3回PREシンポジウム（六本木ヒルズクラブ、2014年11月17日）[7]
- ツクール革命！～日本テレビ『スクール革命！』企画演出家黒川高トークライブ～（早稲田大学学園祭、2015年11月7日）[8]